# نادي الرميثة
نادي الرميثة الرياضي هو فريق كرة قدم عراقي يقع مقره في قضاء الرميثة، المثنى. ويلعب ضمن دوري الدرجة الثانية العراقي.